# 鐘楚曦
鐘 楚曦（チョン・チューシー、エレイン・チョン、1993年3月18日 - ）は、中華人民共和国の女優。

## 経歴
3歳からダンスを習い始めたのを機に女優を志すようになり、大学在学中の2013年にドラマデビュー。2017年の映画『芳華-Youth-』で高く評価され、金馬奨などで新人賞にノミネートされる。その後、映画『ナイト・オブ・シャドー 魔法拳』（2019年）やドラマ『男たちの勲章 〜栄光への旅立ち〜』（2021年）に出演している。

## 出演作品

### 映画
- 芳華-Youth- 芳华（2017年）
- 脱单告急（2018年）
- ナイト・オブ・シャドー 魔法拳 神探蒲松龄（2019年）
- 解放·終局營救（2019年）
- モフれる愛 寵愛（2019年）
- ワイルドグラス 荞麦疯长（2020年） 2020東京・中国映画週間で上映
- 八月未央（2021年）
- 1921 1921（2021年）
- 好東西-Her Story- 好東西（2023年）
- FPU 〜若き勇者たち〜 維和防暴隊（2024年） 2021東京・中国映画週間で上映
- 从21世纪安全撤离（2024年）

### テレビドラマ
- 新神探联盟之包大人来了（2013年）
- 愛的婦產科第一季（2014年）
- 爱的M型转弯（2014年）
- 爱情回来了（2014年）
- 生死兄弟情（2015年）
- 橙色密码（2015年）
- 愛的婦產科第二季（2015年）
- 煮妇神探（2016年）
- 夜市人生（2017年）
- 怒海红尘（2017年）
- 国士无双黄飞鸿（2017年）
- 闺蜜的心事（2018年）
- 好久不见（2018年）
- 恋のフルスロットル 私たちの青春白書 青春须早为（2021年）
- 男たちの勲章 〜栄光への旅立ち〜 王牌部隊（2021年）
- 天官の継承者 ディン・ユンチー 〜秘宝と愛の物語 迷航昆仑墟（2022年）
- 不完美受害人（2023年）
- あなたとの季節 最遥远的距离（2023年）
- 夜明けの恋人たち 〜Love in the Wind〜 我要逆风去（2023年）
- 如果奔跑是我的人生（2024年）
- 大唐狄公案（2024年）
- 生活在别处的我（2024年）